# Tool
Tool – amerykańska grupa wykonująca muzykę z pogranicza rocka i metalu progresywnego. Założona w 1990 roku w Los Angeles przez wokalistę Maynarda Jamesa Keenana, gitarzystę Adama Jonesa, basistę Paula D’Amoura i perkusistę Danny’ego Careya. Do 2007 roku zespół wydał cztery albumy studyjne które zostały pozytywnie ocenione zarówno przez fanów, jak i krytyków muzycznych. Ich piąty studyjny album, Fear Inoculum, jest ich pierwszym od trzynastu lat, został wydany 30 sierpnia 2019 r.
Zespół dał szereg koncertów na całym świecie i uczestniczył w licznych festiwalach: Lollapalooza, Coachella, Download Festival, Roskilde, Big Day Out oraz Bonnaroo. Został wielokrotnie nagrodzony i wyróżniony w plebiscytach muzyki heavymetalowej, czterokrotnie otrzymał nagrodę amerykańskiego przemysłu fonograficznego Grammy. W samych Stanach Zjednoczonych grupa sprzedała blisko 11 mln egzemplarzy płyt. Podczas koncertów Tool prezentuje charakterystyczny rodzaj ekspresji, obejmujący rozwiązania scenograficzne z użyciem wizualizacji.

## Historia

### Wczesne lata (1990–1993)

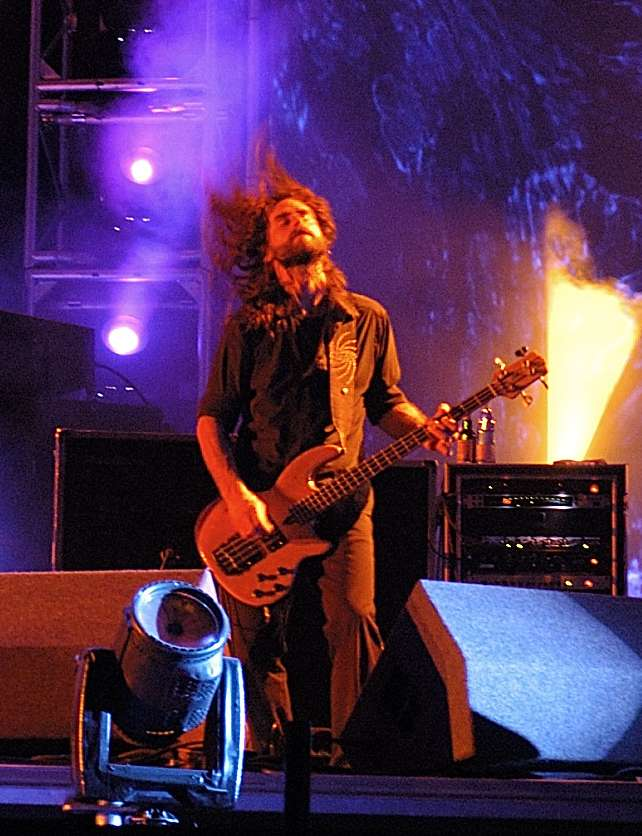
Justin Chancellor podczas koncertu na festiwalu Roskilde w 2006

Członkowie zespołu przenieśli się do Los Angeles w latach 80., Podczas gdy D’Amour i Jones poszukiwali pracy w przemyśle filmowym, Danny Carey był już profesjonalnym perkusistą, grał z Carole King oraz w Pigmy Love Circus i Green Jellÿ. Keenan, D’Amour i Jones, chcąc założyć zespół, musieli znaleźć perkusistę, zasięgnęli więc opinii znajomego Jonesa z liceum – Toma Morello, który polecił im właśnie Danny’ego Careya.
Keenan i Jones poznali się dzięki wspólnemu przyjacielowi w 1989. Keenan nagrał kasetę dla Jonesa z jego poprzedniego zespołu, Adam był bardzo zafascynowany głosem kolegi, więc zaczęły się wspólne rozmowy o założeniu nowego zespołu. Zaczęli razem improwizować, w międzyczasie szukając basisty i perkusisty. Szczęśliwie się złożyło, że Danny Carey mieszkał nad Maynardem i został przedstawiony Adamowi przez Toma Morello, starego przyjaciela ze szkoły Jonesa i kumpla z zespołu Electric Sheep. Carey zaczął grać z nimi, ponieważ „było mu trochę przykro”, kiedy inni zaproszeni muzycy nie pojawiali się. Skład zespołu Tool był już kompletny, kiedy Jones zaprosił do niego basistę, Paula D’Amoura. Adam Jones jako ideologię leżącą u podstawy założenia zespołu podał lakrymologię – filozofię podnoszącą znaczenie bólu i płaczu. Miała być ona oparta na książce Ronalda P. Vincenta „A Joyful Guide To Lachrymology”. Zarówno autor, jak i książka nie istniały, i były mistyfikacją tworzącą wizerunek grupy. Idea lakrymologii spopularyzowała się jednak wśród fanów i rozpropagowała się w sieci. Lakrymologia była też podawana jako inspiracja nazwy grupy. Później jednak Keenan wyjaśnił inaczej jej znaczenie: „Tool jest dokładnie taki jak brzmi: To wielki penis. To klucz francuski.... jesteśmy... jesteś narzędziem (Tool); używany jako katalizator we własnym procesie poszukiwań tego, co chcesz znaleźć lub tego, co próbujesz osiągnąć."
Po sformowaniu składu i zagraniu kilku koncertów, grupa rozpoczęła przygotowania do nagrania swojego pierwszego wydawnictwa w wytwórni Zoo Entertainment, Opiate (1992), którego nazwę zaczerpnęli ze znanego cytatu Karola Marksa – „Religia jest opium ludu”. EP-ka zawierała 6 ostrzejszych utworów, w tym single Opiate i Hush, które szybko zyskały sobie miłośników. Do utworu Hush powstał również teledysk, w którym zespół wystąpił nago z plakietkami na genitaliach i ustach, oznaczającymi sprzeciw wobec cenzury. Tool zaczął trasę koncertową z Rollins Band, Skitzo, Fishbone i Rage Against the Machine. Grupa zbierała dobre opinie, a Janiss Garza z RIP Magazine napisał, że to „mocny start”.

### Undertow (1993–1995)
Tool już w 1993 roku nagrał swój pierwszy długogrający album – Undertow. Wkrótce po wydaniu płyty ruszył w trasę z Henrym Rollinsem i jego Rollins Band oraz Fishbone a także Rage Against The Machine, dzięki której album osiągnął szczyt popularności (14 maja 2001 Undertow osiągnął status podwójnej platynowej płyty).
Zespół wzbudził również wiele kontrowersji wraz z wydaniem singla i teledysku Prison Sex (wyreżyserowanym przez Adama Jonesa), którego temat stanowiło wykorzystywanie seksualne dzieci. Kilka stacji telewizyjnych odmówiło jego emisji (w tym MuchMusic i MTV).
Tuż po rozpoczęciu nagrań materiału na kolejny albumu, we wrześniu 1995, D’Amour opuścił zespół z powodów ambicjonalnych (chciał tworzyć bardziej eksperymentalną muzykę). W listopadzie zastąpił go Justin Chancellor, wcześniejszy basista Peach, angielskiego zespołu, z którym Tool grał trasy w Europie.

### Ænima (1995–2001)
Po przyjęciu nowego basisty Tool kończy nagrywanie drugiego albumu, który oficjalnie wydany zostaje w październiku 1996 roku pod nazwą Ænima. Jest on zadedykowany zmarłemu satyrykowi Billowi Hicksowi, z którego skeczy zespół często korzystał w swoich utworach (np. refren utworu Ænema).
Po raz kolejny singiel zespołu wzbudza kontrowersje w mediach. Utwór Stinkfist, którego nazwa i tekst mogą zostać łatwo skojarzone z fistingiem (choć sam Maynard zaprzeczał takiej interpretacji), w wielu stacjach radiowych zostaje skrócony i pozbawiony części tekstu, zaś MTV zmienia jego nazwę na Track #1.
W 1997 dotychczasowa wytwórnia promująca zespół, Volcano Records, zerwała kontrakt i wniosła sprawę do sądu przeciwko grupie, co stało się bezpośrednim powodem absencji zespołu na tle wydawniczym. Niemożność wydawnicza spowodowała także powstanie grupy A Perfect Circle, którą Maynard James Keenan założył z byłym technicznym Toola Billym Howerdelem.
Tool na doniesienia prasowe dotyczące domniemanego rozpadu zespołu wydaje w roku 2000 VHS/DVD/CD box set Salival, zawierający jeden nowy utwór, Merkaba, covery zespołów Led Zeppelin (No Quarter) oraz Peach (You Lied) oraz nową wersję bardzo popularnego wśród fanów utworu Pushit. Box zawierał również szereg teledysków i materiałów video.

### Lateralus (2001–2006)

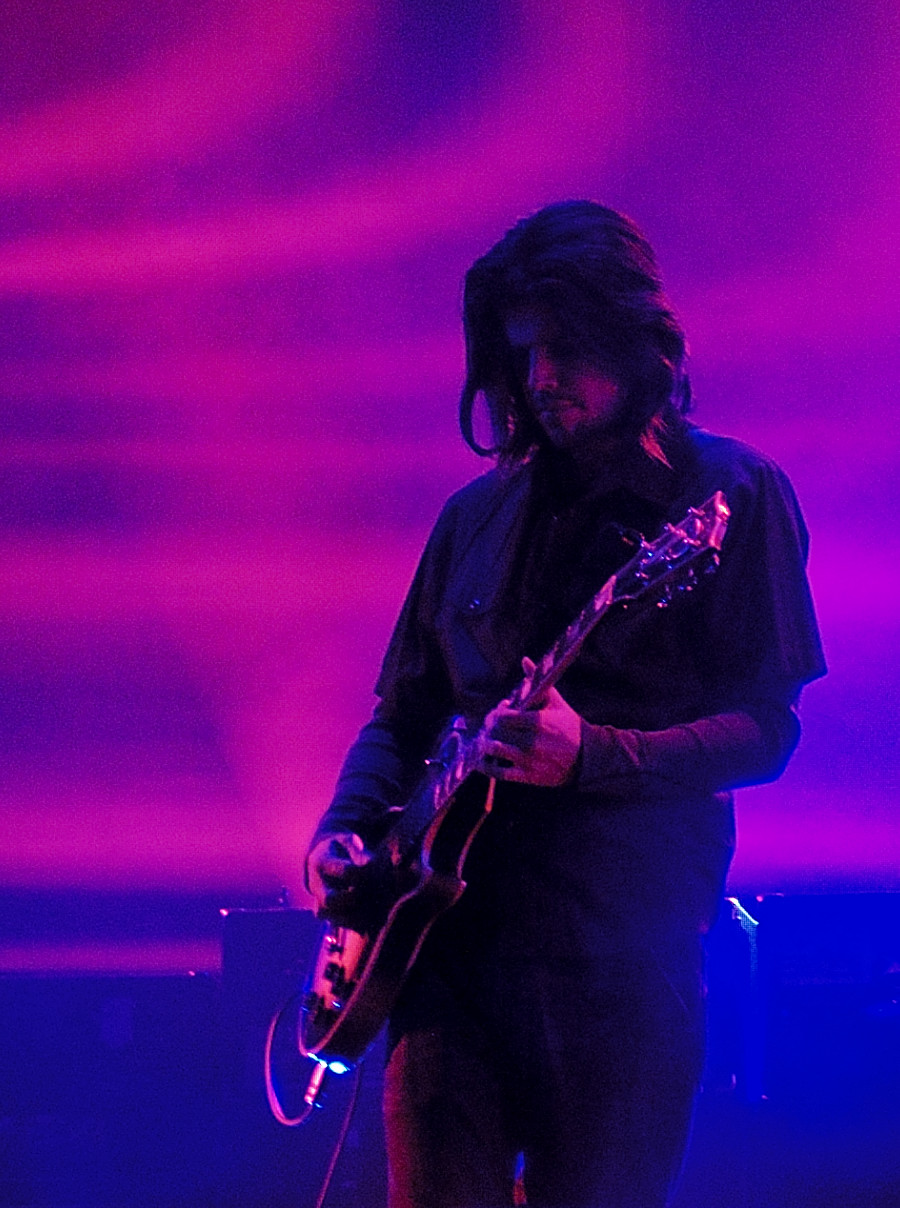
Adam Jones podczas koncertu na festiwalu Roskilde w 2006

W lutym 2001 r. zespół wydaje kolejny album, Lateralus, na którym średnia długość utworu oscylowała w okolicach sześciu i pół minuty, a teledysk do utworu Parabola (na albumie stanowi on dwa utwory Parabol oraz Parabola) trwał ponad dziesięć i pół minuty, co było powodem niechęci mediów do jego puszczania.
Mimo to album osiągnął ogromny światowy sukces, dochodząc do pierwszego miejsca na liście Billboard Top 200 już w pierwszym tygodniu po debiucie, a utwór Schism nagrodzony został nagrodą Grammy za najlepsze wykonanie metalowe 2001 r.
Pierwszy koncert Tool w Polsce odbył się 19 czerwca 2001 roku w warszawskiej hali „Mera” około godziny 21. Pierwotnie koncert miał się odbyć w klubie Stodoła, jednak ze względu na ogromne zainteresowanie przeniesiono go do mogącej pomieścić około 5 tysięcy osób hali. Drugi koncert odbył się następnego dnia – 20 czerwca – w krakowskiej hali „Wisła”.
Trzeci koncert Tool w Polsce odbył się w ramach festiwalu Ozzfest w katowickim Spodku 29 maja 2002. Wspólnie z Toolem gwiazdami byli Slayer i Ozzy Osbourne.

### 10,000 Days (2006-2019)
Płyta 10,000 Days została wydana w maju 2006 i sprzedawała się bardzo dobrze. Tytuł nawiązywał do 27 lat (w przybliżeniu 10000 dni), które minęło od początku choroby aż do śmierci matki Maynarda Jamesa Keenana. Pierwszy singel promujący album pt. Vicarious ukazał się w 2006 roku. W lipcu ukazał się drugi singel pt. The Pot.
24 czerwca 2006 zespół zagrał koncert w katowickim Spodku. Koncert rozpoczął się o 19:33 i trwał przez 90 minut. W tle sceny ustawione były 4 ekrany, na których wyświetlano teledyski zespołu oraz inne obrazy ilustrujące muzykę.
Trzeci singel promujący pt. Jambi ukazał się w 2007 roku. 12 sierpnia tego samego roku zespół wystąpił w Spodku jako główna gwiazda Metal Hammer Festiwal. Koncert trwał 80 min. (zapowiadany na 105 minut z powodu nieobecności Chrisa Cornella), od godz. 21:20 do 22:40.
W marcu 2009 roku na oficjalnej stronie zespołu pojawiła się informacja o planowanej na przełomie lipca i sierpnia minitrasie zespołu po Stanach Zjednoczonych i Kanadzie. Trasa liczyła 16 koncertów. Rozpoczęła się 18 lipca w Denver a zakończyła 22 sierpnia w Pomonie.

### Fear Inoculum (2019)
W czasie trasy koncertowej wiosną 2019 roku, zespół umieścił na twitterze klip sugerujący, że nowy album zespołu ukaże się 30 sierpnia 2019 roku. W czasie koncertów wśród materiału z poprzednich albumów pojawiły się nowe utwory: "Invincible" oraz "Descending". 7 sierpnia 2019 zadebiutował pierwszy singiel z nowej płyty "Fear Inoculum" potwierdzając, że nowy album ukaże się 30 sierpnia 2019 i będzie nosił taki sam tytuł. Zespół zapowiedział limitowaną wersję deluxe poszerzoną o nigdzie nie publikowany film, który jednak nie będzie zapisany na nośniku zewnętrznym, ale będzie wyświetlany na 4-calowym ekranie HD zintegrowanym z pudełkiem płyty, wspartym przez 2-wattowy głośnik.   
Poprzednie albumy zespołu przez długi czas nie były dostępne w dystrybucji cyfrowej. Zadebiutowały w niej dopiero 2 sierpnia 2019.

## Muzycy
Obecny skład zespołu
- Danny Carey – perkusja, instrumenty perkusyjne (od 1990)
- Justin Chancellor – gitara basowa (od 1995)
- Maynard James Keenan – śpiew (od 1990)
- Adam Jones – gitara (od 1990)

Byli członkowie
- Paul D’Amour – gitara basowa (1990-1995)

## Dyskografia

### Albumy
| Rok                            | Album                                                                              | Pozycja na liście | Pozycja na liście | Pozycja na liście | Pozycja na liście | Pozycja na liście | Pozycja na liście | Pozycja na liście | Pozycja na liście | Pozycja na liście | Pozycja na liście | Pozycja na liście | Pozycja na liście | Pozycja na liście | Certyfikaty                                      |
| Rok                            | Album                                                                              | US                | CAN               | UK                | AUS               | NZ                | NLD               | SWE               | GER               | NOR               | FIN               | AUT               | SWI               | FRA               | Certyfikaty                                      |
| ------------------------------ | ---------------------------------------------------------------------------------- | ----------------- | ----------------- | ----------------- | ----------------- | ----------------- | ----------------- | ----------------- | ----------------- | ----------------- | ----------------- | ----------------- | ----------------- | ----------------- | ------------------------------------------------ |
| 1993                           | Undertow - Data: 6 kwietnia, 1993 - Wydawca: Zoo/BMG/Volcano - Format: CD, MC, LP  | 19                | —                 | —                 | 89                | 17                | 89                | —                 | —                 | —                 | —                 | —                 | —                 | —                 | - RIAA: 2× platyna - CRIA: platyna               |
| 1996                           | Ænima - Data: 1 października, 1996 - Wydawca: Zoo/BMG/Volcano - Format: CD, MC, LP | 2                 | —                 | 108               | 6                 | 1                 | 75                | 53                | 75                | 36                | —                 | —                 | —                 | —                 | - RIAA: 3× platyna - CRIA: platyna               |
| 2001                           | Lateralus - Data: 15 maja, 2001 - Wydawca: Volcano - Format: CD, MC, LP            | 1                 | 1                 | 16                | 1                 | 2                 | 7                 | 8                 | 5                 | 2                 | 11                | 9                 | 31                | 21                | - RIAA: 2× platyna - CRIA: platyna - BPI: srebro |
| 2006                           | 10,000 Days - Data: 2 maja, 2006 - Wydawca: Volcano Tool Dissectional - Format: CD | 1                 | 1                 | 4                 | 1                 | 1                 | 1                 | 2                 | 2                 | 1                 | 2                 | 1                 | 3                 | 7                 | - RIAA: platyna - CRIA: platyna - POL: złoto     |
| 2019                           | Fear Inoculum - Data: 30 sierpnia, 2019 - Wydawca: Volcano Tool Dissectional       | 1                 | 1                 | 4                 | 1                 | 1                 | 2                 | 7                 |                   | 1                 | 2                 | 3                 | 2                 | 9                 | - POL: złoto                                     |
| „—” pozycja nie była notowana. |                                                                                    |                   |                   |                   |                   |                   |                   |                   |                   |                   |                   |                   |                   |                   |                                                  |

### Single
| Rok                            | Singel          | Pozycja na liście | Pozycja na liście | Pozycja na liście | Pozycja na liście | Pozycja na liście | Pozycja na liście | Album       |
| Rok                            | Singel          | US                | US Mod. Rock      | US Main. Rock     | NLD               | UK                | GER               | Album       |
| ------------------------------ | --------------- | ----------------- | ----------------- | ----------------- | ----------------- | ----------------- | ----------------- | ----------- |
| 1993                           | „Sober”         | —                 | —                 | 13                | —                 | —                 | —                 | Undertow    |
| 1994                           | „Prison Sex”    | —                 | —                 | 32                | —                 | 81                | —                 | Undertow    |
| 1996                           | „Stinkfist”     | —                 | 19                | 17                | —                 | —                 | —                 | Ænima       |
| 1997                           | „H.”            | —                 | —                 | 23                | —                 | —                 | —                 | Ænima       |
| 1997                           | „Ænema”         | —                 | —                 | 25                | —                 | —                 | —                 | Ænima       |
| 1998                           | „Forty-Six & 2” | —                 | —                 | 22                | —                 | —                 | —                 | Ænima       |
| 2001                           | „Schism”        | 67                | 2                 | 2                 | 56                | —                 | —                 | Lateralus   |
| 2001                           | „Parabola”      | —                 | 31                | 10                | 54                | —                 | —                 | Lateralus   |
| 2002                           | „Lateralus”     | —                 | 18                | 14                | —                 | —                 | —                 | Lateralus   |
| 2006                           | „Vicarious”     | 115               | 2                 | 2                 | —                 | —                 | 71                | 10,000 Days |
| 2006                           | „The Pot”       | —                 | 5                 | 1                 | —                 | —                 | —                 | 10,000 Days |
| 2007                           | „Jambi”         | —                 | 23                | 7                 | —                 | —                 | —                 | 10,000 Days |
| „—” pozycja nie była notowana. |                 |                   |                   |                   |                   |                   |                   |             |

### Pozostałe
| 1991                           | 72826 (demo) - Data: 1991 - Wydawca: Toolshed - Format: MC                                                  | —  | —  |
| 1992                           | Opiate (EP) - Data: 10 marca, 1992 - Wydawca: Zoo/BMG/Volcano - Format: CD, MC - RIAA: platyna              | —  | —  |
| 2000                           | Salival (Box set) - Data: 12 grudnia, 2000 - Wydawca: Volcano II/Tool Dissectional - Format: CD/DVD, CD/VHS | 38 | 29 |
| „—” pozycja nie była notowana. | |    |    |

## Teledyski

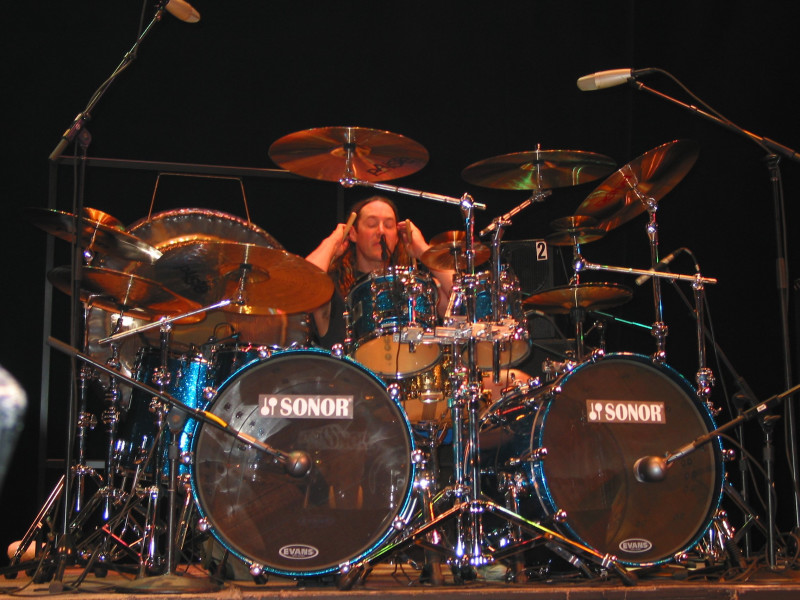
Danny Carey podczas występu na Modern Drummer Festival w 2005

| Rok  | Tytuł                     | Reżyseria             |
| ---- | ------------------------- | --------------------- |
| 1992 | „Hush”                    | Ken Andrews           |
| 1993 | „Sober”                   | Adam Jones Fred Stuhr |
| 1994 | „Prison Sex”              | Adam Jones            |
| 1996 | „Stinkfist”               | Adam Jones            |
| 1997 | „Ænema”                   | Adam Jones            |
| 2000 | „Ænema” (nieocenzurowany) | Adam Jones            |
| 2001 | „Schism”                  | Adam Jones            |
| 2002 | „Parabola”                | Adam Jones            |
| 2007 | „Vicarious”               | Alex Grey Adam Jones  |

## Nagrody i wyróżnienia

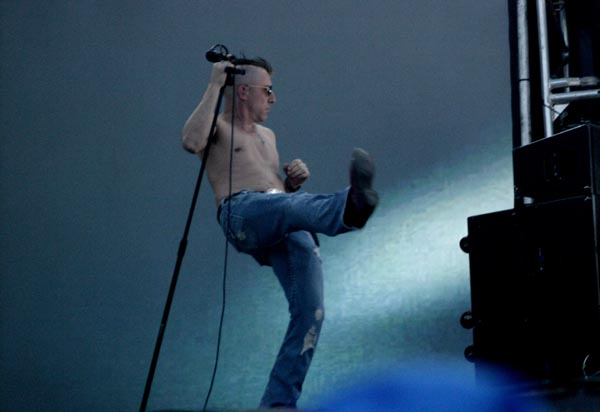
Maynard James Keenan podczas koncertu na festiwalu Ruisrock w 2006

| Grammy | Grammy        | Grammy                       | Grammy    | Grammy |
| Rok    | Album         | Kategoria                    | Nota      |        |
| ------ | ------------- | ---------------------------- | --------- | ------ |
| 1998   | Ænema         | Best Metal Performance       | Wygrana   |        |
| 1998   | Ænema         | Best Recording Package       | Nominacja |        |
| 1998   | Stinkfist     | Best Music Video, Short Form | Nominacja |        |
| 2002   | Schism        | Best Metal Performance       | Wygrana   |        |
| 2007   | 10,000 Days   | Best Recording Package       | Wygrana   |        |
| 2007   | Vicarious     | Best Hard Rock Performance   | Nominacja |        |
| 2008   | The Pot       | Best Hard Rock Performance   | Nominacja |        |
| 2019   | 7empest       | Best Metal Performance       | Wygrana   |        |
| 2019   | Fear Inoculum | Best Rock Song               | Nominacja |        |